# 克里斯蒂安·奧古斯特 (什勒斯維希-霍爾斯坦-戈托普)
克里斯蒂安·奧古斯特（德語：Christian August von Schleswig-Holstein-Gottorf，1673年1月11日—1726年4月24日），奧伊廷親王。
他的父親是霍爾斯坦-戈托普公爵克里斯蒂安·阿爾布雷希特，母親是丹麥公主弗蕾德里克·阿瑪莉埃。1695年父親去世後，克里斯蒂安·奧古斯特的哥哥腓特烈四世繼任為霍爾斯坦-戈托普公爵，他本人則獲得奧伊廷作為領地。

## 家庭
1704年，克里斯蒂安·奧古斯特與巴登-杜拉赫的阿爾貝汀·弗蕾德里克結婚，兩人共有6子4女：
- 海維格·索菲·奧古絲特（1705年—1764年）
- 卡爾·奧古斯特（1706年—1727年），早逝
- 弗雷德莉卡·阿瑪莉亞（1708年—1782年）
- 安娜（1709年—1758年）
- 阿道夫·弗雷德里克（1710年—1771年），1751年成為瑞典國王
- 腓特烈·奧古斯特（1711年—1785年），1774年成為歐登堡公爵
- 喬安娜·伊莉莎白（1712年—1760年），安哈特-采爾布斯特親王妃，葉卡捷琳娜二世的母親
- 威廉·克里斯蒂安（1716年—1719年），夭折
- 腓特烈·康拉德（1718年—1719年），夭折
- 格奧爾格·路德維希（1719年—1763年），普魯士將軍，歐登堡公爵彼得一世的父親